# Ataenius rubrotessellatus
Ataenius rubrotessellatus är en skalbaggsart som beskrevs av Blanchard 1846. Ataenius rubrotessellatus ingår i släktet Ataenius och familjen Aphodiidae. Inga underarter finns listade.